# Boldurești
Boldurești è un comune della Moldavia situato nel distretto di Nisporeni di 4.235 abitanti al censimento del 2004

## Località
Il comune è formato dall'insieme delle seguenti località (popolazione 2004):
- Boldurești (3.350 abitanti)
- Băcșeni (720 abitanti)
- Chilișoaia (165 abitanti)